# Каменка (город, Россия)
Ка́менка — городское поселение в Пензенской области России, административный центр Каменского района
Железнодорожная станция Белинская Куйбышевской железной дороги на линии Пенза-Москва.

## География
Город расположен на западной окраине Приволжской возвышенности, на реке Атмис, в 75 км от Пензы. Около города проходит автодорога Пенза-Тамбов.

## История
Каменка основана в начале XVIII века в районе древнего каменного брода через реку Атмис на пути из Пензы в Нижний Ломов и Тамбов, а ещё раньше, по-видимому, из золотоордынского г. Укек (ныне в Саратове) в г. Мохши (Наровчат). По этому броду и получил название населённый пункт. В 1710 года — деревня Завального стана Пензенского уезда, 8 дворов генерал-майора, бригадира Ивана Михайловича Головина. В 1717 году имеет название «село Дмитриевское (Каменка тож)» (по церкви во имя св. Дмитрия Солунского), разорено кубанцами, сожжена церковь. Около 1730 построена новая Дмитриевская церковь. В конце XVIII века — земледельческое село с мелкими маслобойными предприятиями на базе разведения конопли и поташными заводами, на Атмисе имелось 4 водяные мельницы. Благодаря большой пензенско-тамбовской дороге крестьяне подрабатывали на извозе купеческих товаров, занимались мелкой торговлей и оказанием услуг проезжим. Местные жители участвовали в Крестьянской войне на стороне Емельяна Пугачёва (1774), а крестьянин Иван Иванов собрал здесь небольшой отряд, которым пытался захватить Пензу.
В 1785 году показано за князем Николаем Михайловичем Голицыным (у него 4371 ревизская душа вместе с крестьянами сел Голицыно, Большие Верхи, Покровская Варежка и деревнями). В 1795 году все 165 дворов крестьян села Дмитриевского (Каменка) находились на оброке и платили по 3 рубля с ревизской души в год. В 1816 построена церковь с престолом во имя преподобного Сергия Радонежского, в 1826 построена каменная Дмитриевская церковь. Кроме того, в селе имелись две единоверческих, старообрядческая и гарнизонная церкви. В середине 19 века в имении Фролова здесь разводились ангорские кролики для получения из них шерсти, неподалёку действовал винокуренный завод А. П. Быстровой. Перед отменой крепостного права село Дмитриевское (Каменка) показано за княгиней Варварой Васильевной Долгоруковой (1816—1866), у неё 816 ревизских души крестьян, 13 ревизских душ дворовых, 210 дворов на 161 десятине усадебной земли, крестьяне частью на оброке, частью на барщине (340 тягол), оброчные платили миром 6000 рублей в год (по 17 руб. 64 коп. с тягла); кроме этого оброка крестьяне платили подати и на мирские расходы от 3,5 до 4,5 руб. с ревизской души; у крестьян 3250 десятин пашни, 717 дес. сенокоса, 125 дес. выгона, у помещицы 1023 дес. удобной земли, в том числе леса и кустарника 545 дес. (Приложение к Трудам, т.2, Н.-Ломов. у., № 7). Есть предположение, что от Варвары Васильевны, бывшей замужем за московским генерал губернатором Владимиром Андреевичем Долгоруким, имение унаследовала её единственная дочь — тоже Варвара, которая вышла замуж за Владимира Николаевича Воейкова, но вскоре умерла, не оставив потомства, а Воейков женился на княгине Фредерикс. Так каменское имение по праву наследования от покойной жены оказалось у Воейкова. 
В 1874 года благодаря стараниям местного землевладельца Н. В. Воейкова именно через Каменку прошла железная дорога из Москвы в Пензу, а станция наименована Воейковской. Переименована в Белинскую между 1918 и 1925 годами по идеологическим мотивам — генерал Владимир Николаевич Воейков (1868 — после 1941), владелец имения в Каменке, был последним комендантом Зимнего дворца в Петрограде, затем белоэмигрантом. Новое название мемориальное, в честь В. Г. Белинского.
В 1877 году — волостной центр Нижнеломовского уезда, 296 дворов, церковь, молитвенный дом старообрядцев, школа, почтовое отделение, лавка, постоялый двор, базары по средам. В конце XIX века в селе насчитывалось 503 баптиста и старообрядца беглопоповского толка. В 1818 году открылась школа второй ступени. В 1878 году в селе открылась земская школа. В 1880 году купеческая семья Мартышкиных открыла торговый дом по выпуску солода, в 1883 начал работал пенькотрепальный завод И. А. Барышева, в 1898 построена крупная мельница купца Д. С. Лобанова. В годы Русской революции 1905—1907 годов — один из крупных центров аграрного движения Нижнеломовского уезда, одним из руководителей которого был местный уроженец Василий Фёдорович Врагов (1872—1937), депутат Первой Государственной Думы, представитель фракции трудовиков. В 1910-е годы, будучи комендантом Зимнего дворца в Петербурге, Владимир Николаевич Воейков объявил о намерении построить в Каменке курорт и вылечить от гемофилии царевича Алексея. Именно для царевича предназначался дворец Воейкова в этом селе. Одновременно владелец дворца немало сделал по пропаганде целебных свойств местной воды из родников в овраге Кувака, запустив для этого завод по производству углекислоты и начав выпуск минеральной воды «Кувака» (1913). В 1913 году действовало около 30 мелких предприятий: паровые мельницы, крупяной, пенькотрепальный, углекислый, кирпичный и др. В октябре 1913 в центре села был открыт памятник «царю-освободителю» Александру II, на церемонии присутствовали комендант Зимнего дворца В. Н. Воейков и пензенский губернатор Лилиенфель-Тоаль. Во время Первой мировой войны Воейков открыл в селе лазарет для раненых, на базе которого в 1918 открыта больница, одна из лучших в губернии. В 1917 в селе открылись начальное училище и гимназия, в 1927 — школа крестьянской молодёжи.
17 февраля 1918 года в селе мирным путём установлена Советская власть. Летом 1918 в селе произошёл антибольшевистский мятеж, подавленный пензенскими красногвардейцами. В 1920 на основе мощностей, отобранных у частных владельцев, действовали промкомбинат, предприятия пищевой промышленности, одна из первых в губернии сельскохозяйственная артель «Маяк» (1918).
С 1928 года Каменка — районный центр Пензенского округа Средне-Волжской области, с 1939 года — Пензенской области.
В 1932 основана свеклобаза, начато строительство сахарного завода. В 1938 году на кирпичном, крупяном, масло-сыроваренном заводах, элеваторе и др. насчитывалось 430 рабочих, протяженность улиц составляла 15 км, из них замощено 7 км; имелось 5 школ, больница на 70 коек, дом культуры, 3 клуба, 3 библиотеки, дом отдыха на 250 мест. Процесс преобразования из села в город ускорила Великая Отечественная война, так как в Каменке разместился эвакуированные с Украины заводы из г. Кировограда — «Красная звезда» и «Коммунар» из г. Запорожье, на базе которых было развёрнуто производство мин, снарядов и авиабомб; с 13.4.1943 начат выпуск конных сеялок. В бывшей усадьбе Воейкова развернули эвакогоспиталь № 3289.
15 июня 1944 года селу присвоен статус рабочего поселка.
С 1946 завод «Белинсксельмаш» стал выпускать тракторные сеялки, с 1950 картофелесажалки, плуги и другую прицепную технику, превратившись в крупнейший в Пензенской области завод сельскохозяйственного машиностроения. С середины 1950-х годов продукция предприятия стала поступать на мировой рынок в 17 стран мира.
18 апреля 1951 года посёлок Каменка становится городом.
В 1958 году открыт первый в области телевизионный центр.
1 февраля 1963 года город Каменка отнесён к категории городов областного подчинения.
В декабре 1975 в связи с расширением посевов сахарной свеклы в Пензенской области в Каменке построен сахарный завод (один из крупнейших в СССР), при нём образован откормочный пункт КРС. В 1975-77 построен мясокомбинат. В 1980-е — центральная усадьба совхоза «Каменский».
17 февраля 2006 года город Каменка вновь включен в состав Каменского района как городское поселение.

## Население
| 1717    | 1747    | 1795    | 1861    | 1864    | 1877    | 1897    | 1912    | 1920    | 1926    |
| ------- | ------- | ------- | ------- | ------- | ------- | ------- | ------- | ------- | ------- |
| 52      | ↗200    | ↗1197   | ↘700    | ↗1695   | ↗1755   | ↗3409   | ↗3439   | ↗4053   | ↗5229   |
| 1939    | 1943    | 1946    | 1959    | 1967    | 1970    | 1979    | 1989    | 1992    | 1995    |
| ↗8265   | ↗13 026 | ↘9342   | ↗25 219 | ↗29 000 | ↗30 067 | ↗35 274 | ↗40 134 | ↗41 800 | ↗45 900 |
| 1996    | 1998    | 2002    | 2003    | 2005    | 2006    | 2007    | 2009    | 2010    | 2011    |
| ↗46 700 | ↘46 500 | ↘40 712 | ↘40 700 | ↘40 400 | ↘39 917 | ↘39 500 | ↘39 046 | ↗39 577 | ↘39 484 |
| 2012    | 2013    | 2014    | 2015    | 2016    | 2017    | 2018    | 2020    | 2021    |         |
| ↘39 110 | ↘38 429 | ↘37 847 | ↘37 530 | ↘37 002 | ↘36 566 | ↘35 929 | ↘34 577 | ↘33 491 |         |

На 1 января 2025 года по численности населения город находился на 468-м месте из 1124 городов Российской Федерации.

## Местное самоуправление
В соответствии с Конституцией Российской Федерации, Федеральным законом от 6 октября 2003 № 131-ФЗ «Об общих принципах организации местного самоуправления в Российской Федерации», Уставом Пензенской области и законами Пензенской области городское поселение город Каменка, в пределах которого осуществляется местное самоуправление, является муниципальным образованием, обладает статусом городского поселения и включено в состав Каменского района Пензенской области на основании Закона Пензенской области от 20.02.2006 № 953-ЗПО «О преобразовании муниципальных образований города Каменки и города Сердобска Пензенской области».
Новая редакция Устава города Каменки Каменского района Пензенской области принята Решением Собрания представителей города Каменки Каменского района Пензенской области от 15.11.2011 г. № 358-43/2.

## СМИ
Исторически первый телецентр в Пензенской области появился именно в Каменке в 1957 году. На сегодняшний момент вещание телецентром ведётся с 45-метровой телерадиобашни, так же до февраля 2015 года в эксплуатации была средневолновая 100-метровая радиомачта с 50-киловаттным передатчиком Радио России. Вещание велось на частоте 855 кГц.
Радиостанции
| Частота, МГц | Название      | Статус            |
| ------------ | ------------- | ----------------- |
| 66,39        | Радио Маяк    | Частота не вещает |
| 100,8        | Европа Плюс   | Вещает            |
| 101,2        | Русское радио | Вещает            |
| 102,6        | Love Radio    | Вещает            |
| 107,2        | Радио Дача    | Вещает            |

Телевидение
| ТВК | Программа                     |
| --- | ----------------------------- |
| 2   | Первый канал                  |
| 3   | НТВ                           |
| 6   | Россия 1 / ГТРК Пенза         |
| 23  | Пятый канал                   |
| 26  | Экспресс                      |
| 29  | Известия / 11 канал. Экспресс |
| 44  | РТРС-2 (DVB-T2) (с 2018)      |
| 57  | РТРС-1 (DVB-T2)               |

## Архитектура
Старая часть Каменки расположена по берегам реки Атмис, застроена главным образом одноэтажными домами. В новой части города, которая строилась с 1941 года в связи с сооружением завода «Белинсксельмаш» — многоэтажные дома. В центре новой части — парк.
В парке имеется зона развлечений: карусели, качели (в данное время не эксплуатируются) В 2021 году в парке была установлена площадка для занятий спортом с турниками, различными тренажерами, перекладинами и скамьями, для удобства граждан на каждом спортивном объекте есть инструкция и QR-код для скачивания занятий ГТО. В районе железнодорожного и автобусного вокзалов расположен современный жилой микрорайон, построенный болгарской строительной компанией по немецкому проекту, для военнослужащих Западной группы войск, выведенных из ГДР и Белоруссии.
Порядок осуществления градостроительной деятельности в городе Каменка осуществляется на основании Градостроительного кодекса России и Градостроительного устава Пензенской области.

## Экономика

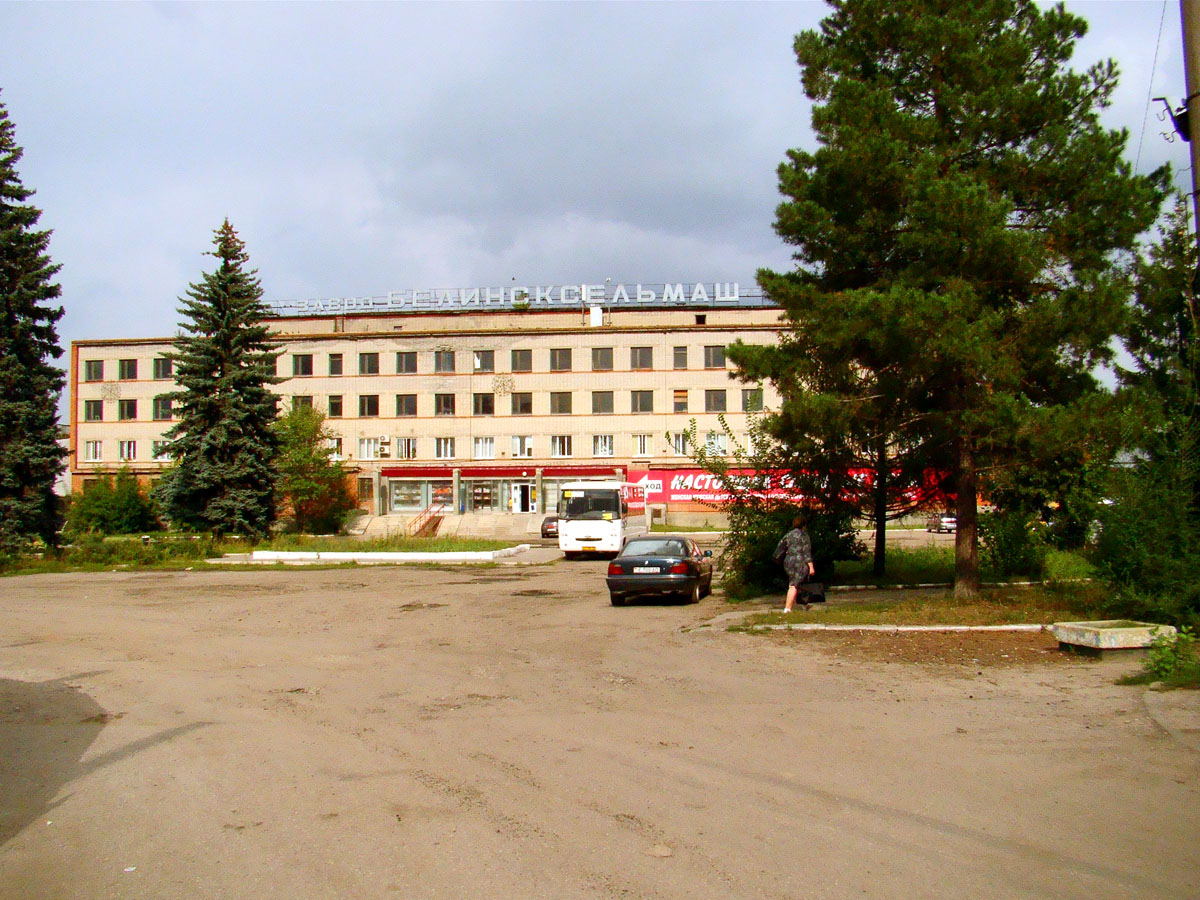
Административное здание «Белинсксельмаш»

На 1 января 1995 крупнейшие предприятия:
- АО «Белинсксельмаш» ( 271 чел. ) — сеялки, культиваторы, картофелесажалки, бороны и др
- сахарный завод ОАО «Атмис-сахар» (338 чел.);
- кирпичный завод (125 чел.);
- элеватор (282 чел.);
- завод «Стройдеталь № 5» (395 чел.) — железобетонные и столярные изделия.
- Маслозавод, хлебозавод, товарищество «Пищевик» (кондитерские изделия, овощные консервы), пивзавод, крупозавод и др.
- Фирма «Союз» — ремонт автомашин всех марок;
- АО «Камагросервис» — обслуживание сельскохозяйственных машин и животноводческих ферм.
- 3 передвижные мехколонны «Агропромспецстрой»,
- 2 — «Пензводмелиорация».

## Достопримечательности
- Бывший дворец В. Н. Воейкова
- Памятники В. Г. Белинскому, М. Ю. Лермонтову, В. И. Ленину, М. Н. Тухачевскому.
- 3 церкви — Дмитрия Солунского, Сергия Радонежского, Александра Невского.
- 4 памятника защитникам Отечества,
- В 1999 году построена мечеть.

## Транспорт
В Каменке 2 железнодорожных станции — Сельмаш и Белинская, получившая своё название в честь В. Г. Белинского. При поездке по железной дороге станция Белинская удобна тем, что отсюда можно легко доехать автобусом до гор. Белинский, где находится музей-усадьба В. Г. Белинского и к М. Ю. Лермонтову в музей-усадьбу «Тарханы».